# Claudine Houbart
 (décembre 2022).
Pour les articles homonymes, voir Houbart.
Claudine Houbart est une architecte et historienne de l'art exerçant la profession d'enseignante à l'Université de Liège depuis 2010. 

## Aperçu biographique
Claudine Houbart obtient son premier diplôme en architecture à l'Institut Lambert Lombard en 1996. Elle a ensuite étudié l'histoire de l'art et l'archéologie en 2000 à l'ULB puis s'est engagée dans une spécialisation sur les questions patrimoniales à la KU Leuven en 2002. C'est dans cette institution que Houbart a également rédigé une thèse de doctorat portant sur Raymond M. Lemaire. 
Elle enseigne à l'Institut Lambert Lombard en 2003 puis se voit offrir un poste à l'Université de Liège en 2010 où elle est professeur dans le département d'Architecture,,,. Elle a réalisé de nombreuses publications dans ce domaine.
En 2015, en collaboration avec Daniela Prina, elle crée un organisme de recherche dont le nom actuel est DIVA (Documentation, Interprétation, Valorisation des Patrimoines).

## Publications
- (en) « Learning from the Abode of Chaos: institutions, stakeholders and contemporary challenges of conservation doctrine », Protection of Cultural Heritage, vol. 12,‎ 2000, p. 13-24.
- « Portrait de François Sorlin », Monumental. Revue scientifique et technique des Monuments Historiques, vol. 2,‎ 2021.
- « La fabrique de la Charte de Venise », Monumental. Revue scientifique et technique des Monuments Historiques, vol. 2,‎ 2021, p. 8-13.